# La Bernardière
La Bernardière je francouzská obec v departementu Vendée v Pays de la Loire. V obci žije přibližně 1 900 obyvatel. Rozloha obce činí 14,80 km².